# Heggen (Finnentrop)
Heggen ist ein Dorf in der nordrhein-westfälischen Gemeinde Finnentrop im Kreis Olpe mit rund 2.700 Einwohnern. Es gehört neben Finnentrop und Bamenohl zu den drei größten Dörfern im Gemeindegebiet.

## Geographische Lage

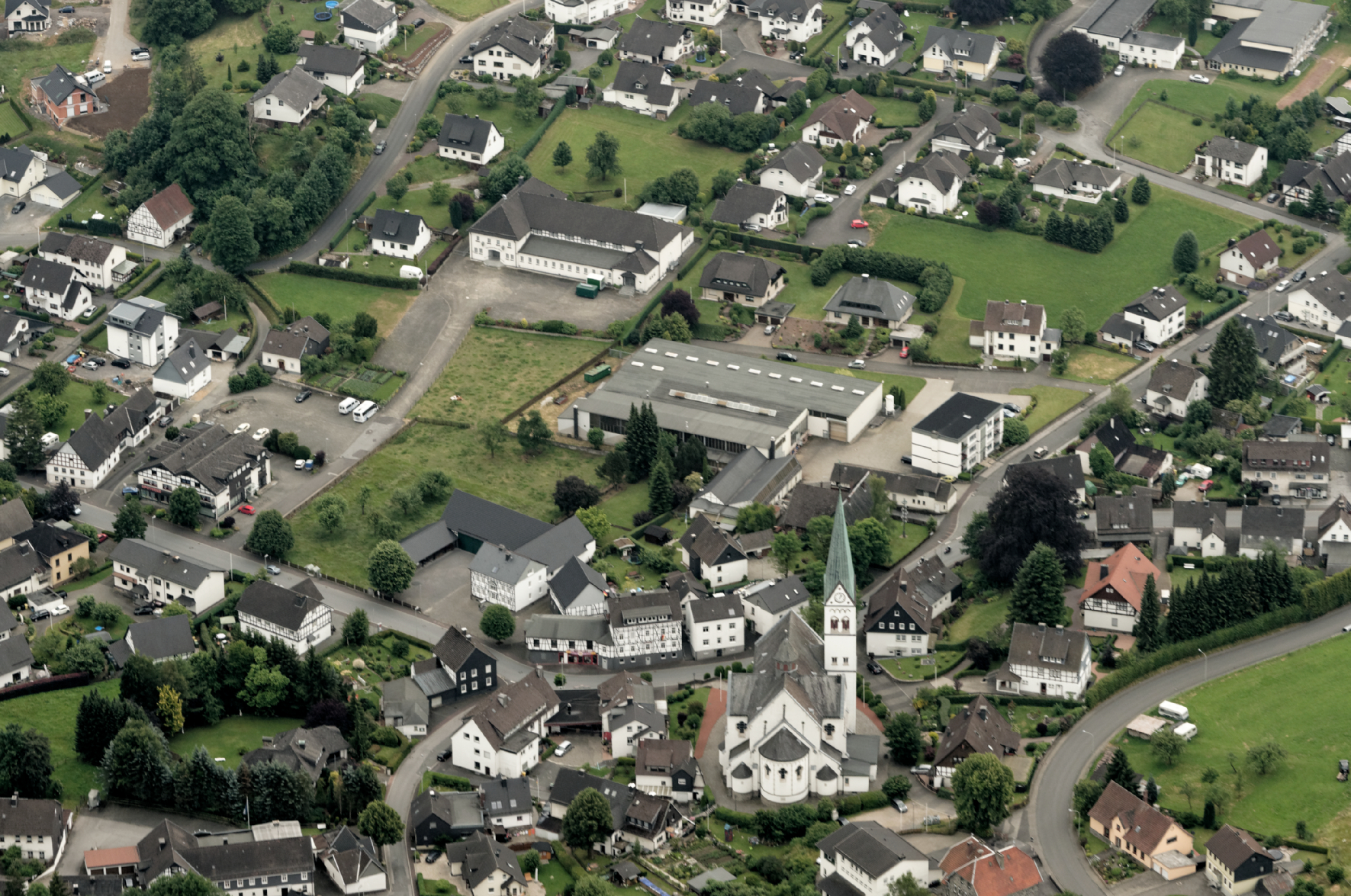
Luftaufnahme (2014)

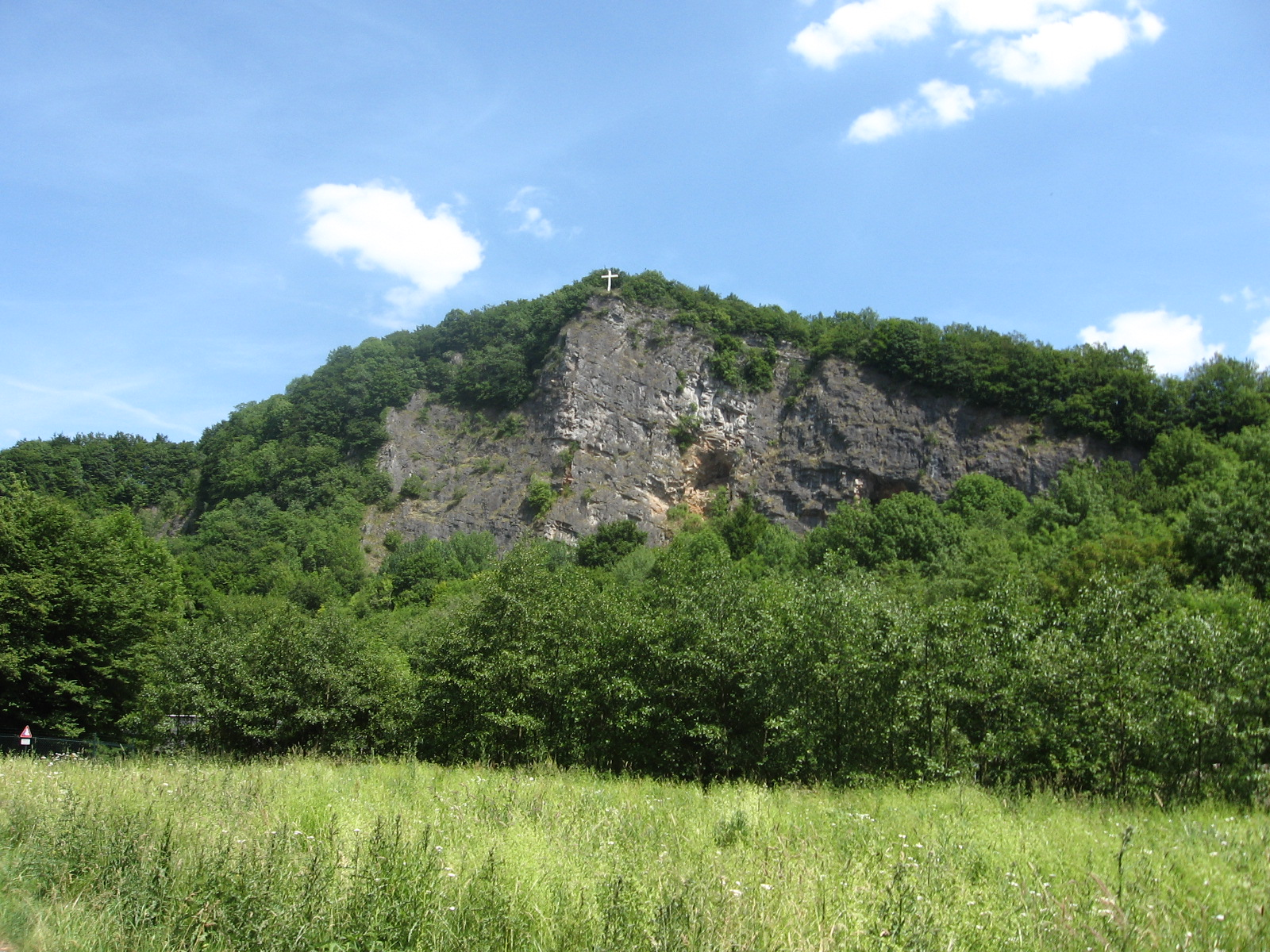
Naturschutzgebiet Hohe Ley

Heggen liegt im Sauerland rund 2,3 km südwestlich des Kernorts der Gemeinde Finnentrop und etwa 4,7 km nordöstlich der Stadt Attendorn. Durchflossen wird es von der Wesmecke, welche als Becke unterhalb des Himmelsberges entspringt, durch Sange fließt und östlich des Dorfs als Heggenwasser in den Lenne-Zufluss Bigge mündet.
Südlich der Ortschaft liegt der markante Felsen Hohe Ley.

## Kirche St. Antonius Einsiedler Heggen
In einem Ablassbrief von Papst Johannes XXII. aus dem Jahre 1329 wird erstmals eine Kapelle in Heggen zu Ehren des heiligen Bekenners Antonius genannt. Sie diente vermutlich zum Zeitpunkt ihrer Entstehung als eine Eigenkirche eines Gutes der Ritterfamilie Heygen. Gebaut wurde sie als eine romanische, dreischiffige kleine Kirche mit zweijochigem Chor in Hufeisenform und einem Westturm. Die Seitenschiffe waren flachbogig, das Mittelschiff nach Westen und Osten verbreitert im Anschluss an die Chormauern. Alle Fenster und Eingänge waren spitzbogig, die Kirche von außen verputzt.
Durch Ummantelung der alten, kleinen Kirche und Aufstockung des alten Turmes auf 64 m im Jahre 1900, wurde die heutige Kirche St. Antonius Einsiedler vom Architekten Johannes Franziskus Klomp erweitert und umgebaut. Der Grundstein für die neue Kirche wurde am 14. Juni 1900 durch den damaligen Pfarrer Schmalohr gelegt, ein Jahr später erfolgte die Konsekration durch Bischof Wilhelm Schneider.
Nach langen Verhandlungen wurde Heggen im Jahre 1893 zur selbstständigen Pfarrei.

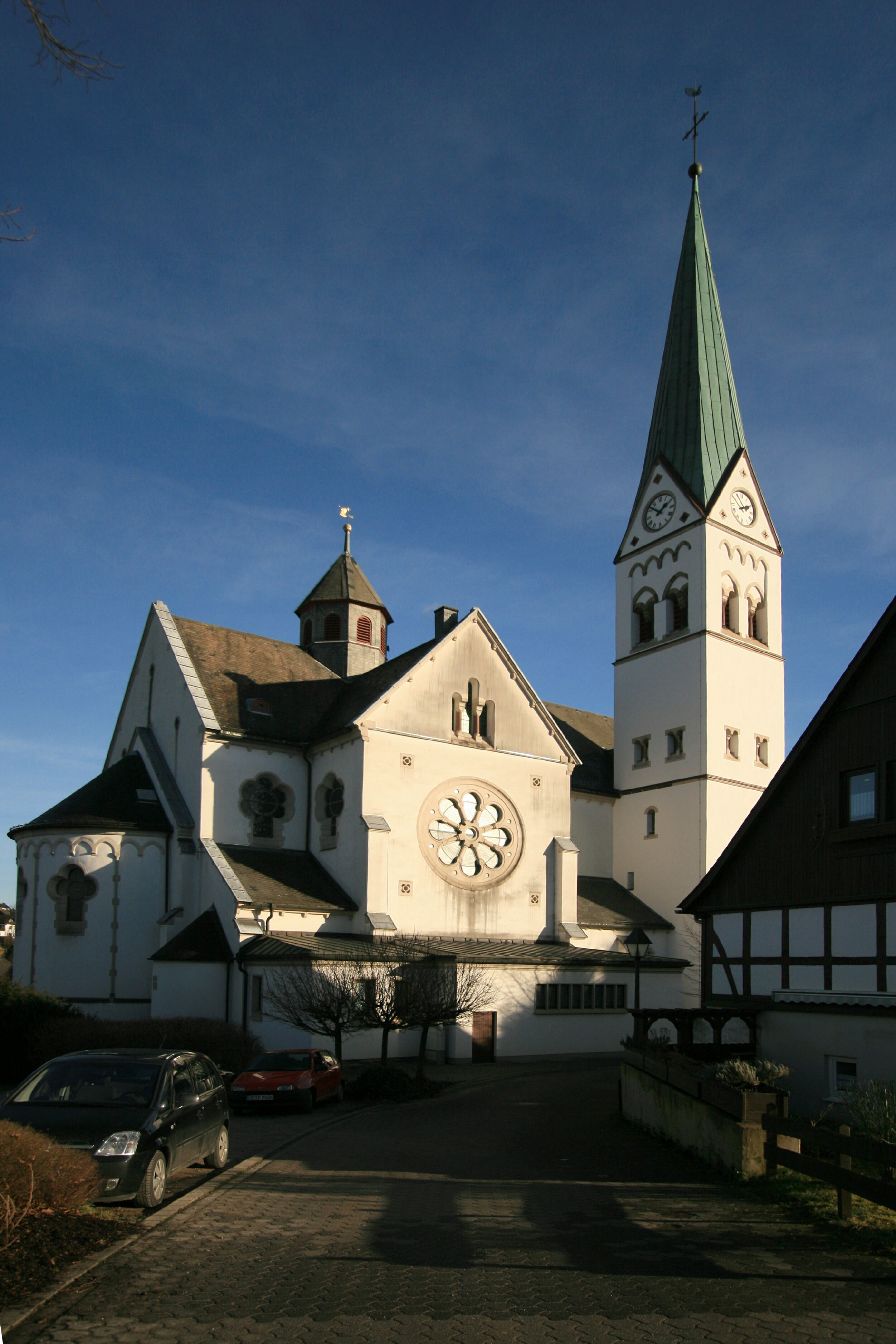
Kirche St. Antonius Einsiedler Heggen
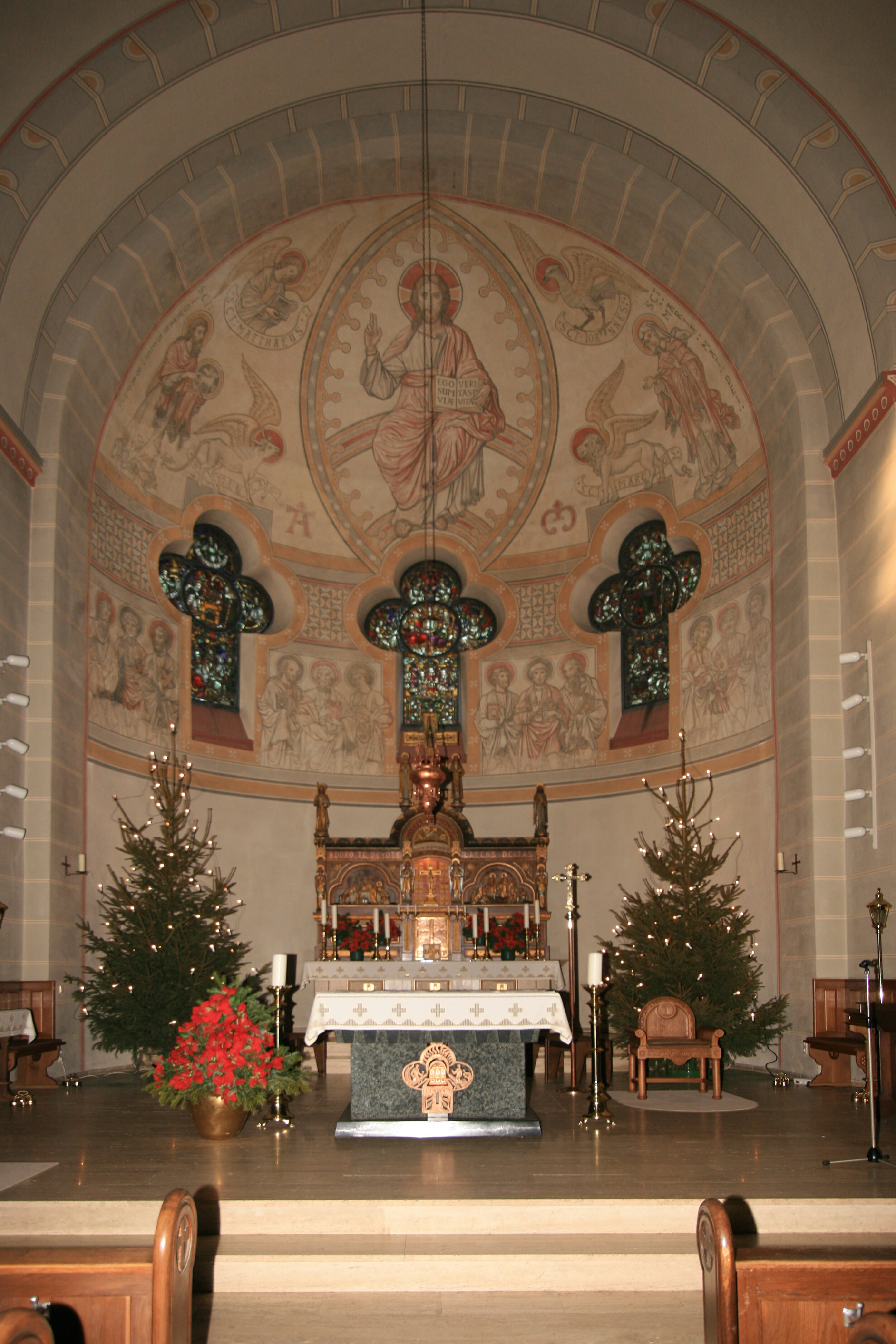
Altarraum mit Bemalung der Apsis
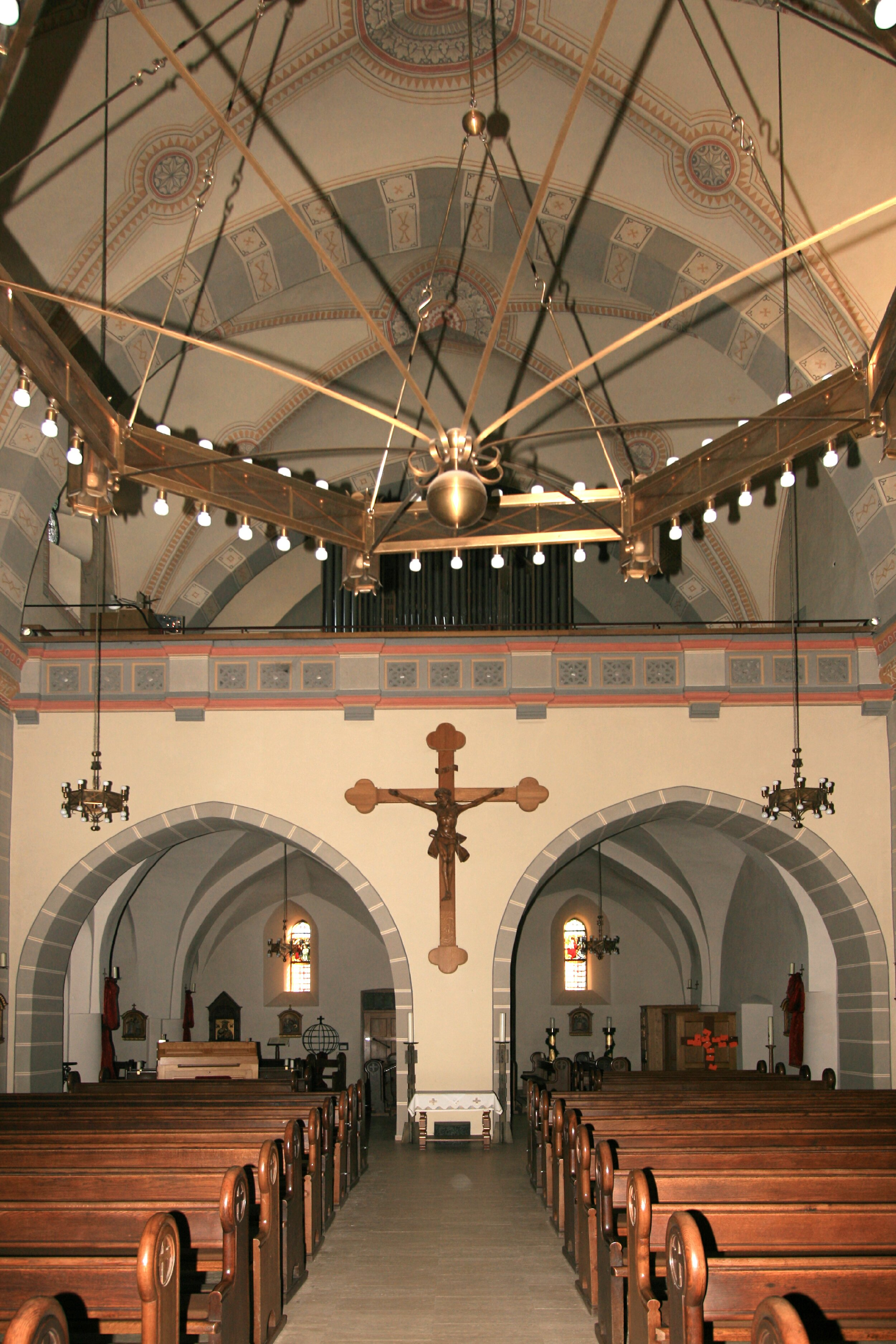
Blick in die „Alte Kirche“ und Orgelbühne
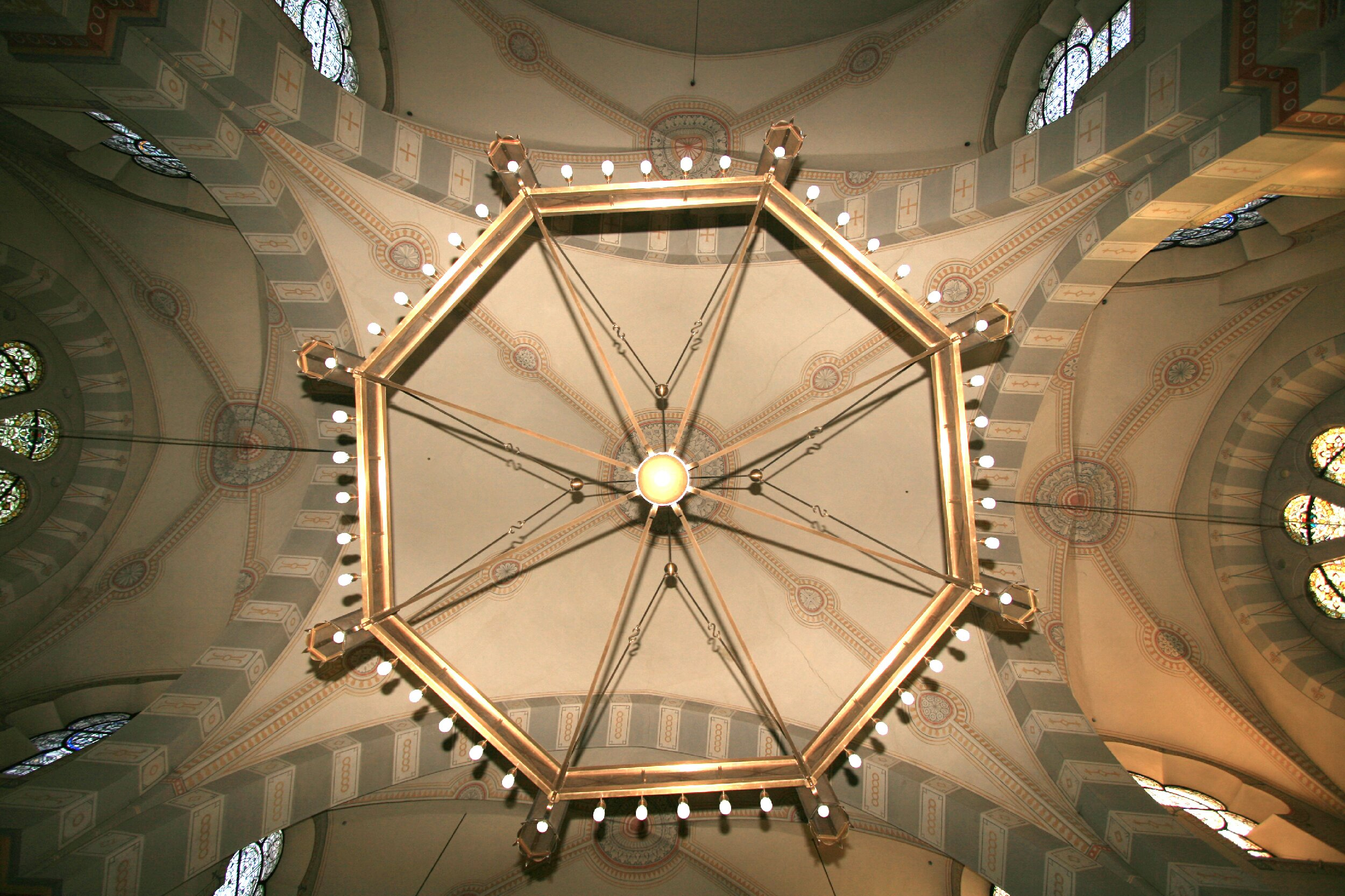
Kreuzgewölbe mit Leuchter

## Verkehr

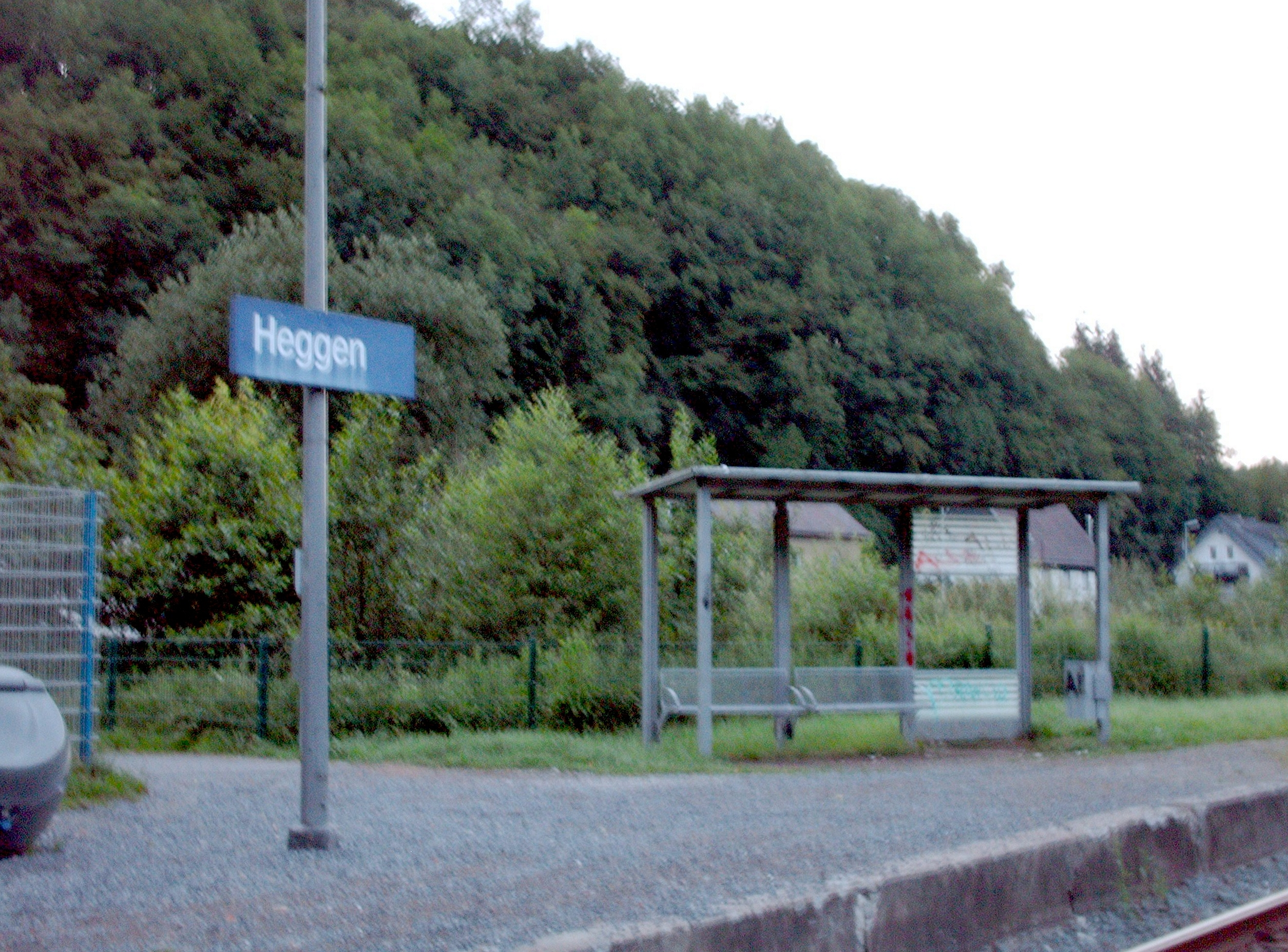
Station Heggen

Die nächstgelegenen Autobahnen sind A 4 und A 45.
Für die Feinverteilung ist die Landesstraße L 539 bedeutsam.
Heggen hat Bushaltestellen in Richtung Attendorn, die im Schülerverkehr bedient werden. Der Bedarfshalt Heggen wird im Stundentakt vom Biggesee-Express (Linie RB 92) der Hessischen Landesbahn auf der Biggetalbahn angefahren. In Finnentrop sind Umsteigemöglichkeiten zur Ruhr-Sieg-Strecke nach Hagen und Siegen vorhanden.
Der Flugplatz Attendorn-Finnentrop ist ebenfalls in Heggen beheimatet, da die Milstenau die Grenze gegenüber dem Flugplatz zur Stadt Attendorn bildet und der Flugplatz somit auf dem rechtsseitigen Einzugsgebiet liegt. Die nächstgelegenen Flughäfen sind Flughafen Dortmund, Flughafen Siegerland und Flughafen Köln/Bonn, die jeweiligen Luftlinienentfernungen der genannten Flughäfen betragen, vom Flugplatz Finnentrop gerechnet, rund 47, 50, und 64 km.

## Vereine
Im Ort gibt es folgende Vereine: Schützenverein, Sportverein, Karnevalsgesellschaft, Freiwillige Feuerwehr, Musikzug der Freiwilligen Feuerwehr, MGV „Sängerbund“, Tennisclub, Turnverein und Angelverein.

## Persönlichkeiten
- Johann Joseph Freidhoff (1768–1818), Zeichner, Kupferstecher und Schabkünstler
- Bernd Leifeld (* 1949), Dramaturg, Regisseur und Theaterintendant
- Dominicus Meier (* 1959), Ordensgeistlicher, Bischof von Osnabrück
- Andreas Büttner (* 1961), Rechtsmediziner und Professor
- Michael Beckmann (* 1961), Filmkomponist und Musiker
- Andreas Schmidt (1963–2017), Schauspieler, Regisseur und Rocksänger